# Nuri Yamut
Mehmet Nuri Yamut (* 1890 in Thessaloniki; † 5. Juni 1961) war ein türkischer General, der zuletzt von 1950 bis 1954 Chef des Generalstabes (Genelkurmay Başkanı) der türkischen Streitkräfte (Türk Silahlı Kuvvetleri) war.

## Leben
Yamut besucht zunächst die Militärschule (Harp Okulu), die er 1908 als Leutnant abschloss. In der Folgezeit war er als Offizier im 50. Regiment des 3. Korps und geriet während der Balkankriege 1912 in Kriegsgefangenschaft. Nach seiner Entlassung aus der Kriegsgefangenschaft absolvierte er zwischen 1913 und 1914 die Militärakademie (Harp Akademisi), wobei er die dortige Ausbildung wegen seiner Teilnahme am Ersten Weltkrieg unterbrechen musste.
Nach Ende des Ersten Weltkrieges setzte er 1919 seine Stabsausbildung an der Militärakademie fort und schloss diese 1920 ab. Danach blieb er Angehöriger der Streitkräfte und fand in den folgenden Jahren Verwendungen bis 1935 als Offizier und Stabsoffizier in Militäreinheiten in Anatolien und Afghanistan. In der Anfangszeit nahm er am Befreiungskrieg teil und wurde für seine dortigen Verdienste mit der Unabhängigkeitsmedaille (İstiklâl Madalyası) ausgezeichnet.
1935 wurde er zum Brigadegeneral befördert und war Kommandeur einer Brigade der 9. Division. Nach seiner darauf folgenden Beförderung zum Generalmajor 1936 wurde er zunächst Befehlshaber der 9. Division und anschließend der 57. Division.
Nachdem er 1939 zum Generalleutnant befördert worden war, wurde er erst Kommandierender General des II. Korps sowie danach des XII. Korps, ehe er 1945 zum General befördert wurde. Als solcher war er anfangs Oberbefehlshaber der 2. Armee und daraufhin von 1946 bis 1949 der 1. Armee.
Am 3. Januar 1949 wurde General Yamut erster Oberkommandierender der Landstreitkräfte (Türk Kara Kuvvetleri) und behielt diese Funktion bis zu seiner Ablösung durch General Kurtcebe Noyan am 6. Juni 1950. Daneben war er zwischen dem 1. Juli 1949 und dem 6. Juni 1950 zugleich stellvertretender Generalstabschef.
Danach wurde er am 6. Juni 1950 Nachfolger von General Nafiz Gürman als Chef des Generalstabes der Streitkräfte. In diesem Amt verblieb er bis zu seinem Eintritt in den Ruhestand am 10. April 1950. Nachfolger als Generalstabschef wurde anschließend der bisherige Oberkommandierende der Landstreitkräfte, Nurettin Baransel.
Bei der Parlamentswahl am 27. September 1957 wurde Yamut zum Abgeordneten der Großen Nationalversammlung gewählt und vertrat in dieser bis zum Militärputsch am 27. Mai 1960 einen Wahlkreis von Istanbul.
Nach seinem Tode wurde er auf dem Friedhof Zincirlikuyu in Istanbul beigesetzt.